# Hulstina exhumata
Hulstina exhumata är en fjärilsart som beskrevs av Louis W. Swett 1918. Hulstina exhumata ingår i släktet Hulstina och familjen mätare. Inga underarter finns listade i Catalogue of Life.